# گذرنامه اسپانیایی
گذرنامهٔ اسپانیایی یک مدرک سفر بین‌المللی است که توسط کشور اسپانیا صادر می‌شود. دارندگان این گذرنامه بر اساس رتبه‌بندی شاخص گذرنامهٔ هنلی در سال ۲۰۲۳ میلادی می‌توانستند بدون ویزا به ۱۹۲ مقصد سفر نمایند یا ویزا را در بدو ورود دریافت کنند. این گذرنامه در فهرست شاخص گذرنامهٔ هنلی در سال ۲۰۲۳ در رتبهٔ ۱ (همراه با آلمان و سنگاپور) قرار داشت.